# سوق اليهود (الكويت)
سوق اليهود أو (سوق خليل القطان) يقع هذا السوق بقلب العاصمة الكويتية بالقرب من مسجد الحداد ويملكه أحد كبار تجار الأقمشة والأراضي خليل القطان وهو من التجار المعروفين في بداية القرن العشرين. 

## نبذة عن السوق
يعتبر هذا السوق من أقدم الأسواق في الكويت ويباع فيه القماش وكان كثير من البائعيين يهود ويعتبر من أنشط الأسواق الكويتية إلى نهاية العقد الأول من القرن العشرين. وقد أستمر سوق اليهود يتبوأ الصدارة بين أسواق الكويت القديمة لفترة طويلة من الزمن امتدت إلى أكثر من ثلاثين عام إلى أن تم إغلاقه في العشرينيات من القرن العشرين عندما تم بناء سوق آخر للغرض نفسه وهو سوق بن رشدان (أو قيصرية بن رشدان) المطلة على السوق الداخلي ونظراً لقرب هذه القيصرية من مناطق القربية من الأحياء السكنية (منطقة شرق ومنطقة القبلة) فقد هجر أصحاب الدكاكين محلاتهم في سوق اليهود (سوق خليل القطان) وفتحوا محلات جديدة لهم في قيصرية بن رشدان التي سميت أيضا سوق اليهود.